# چارلز موری (نویسنده و دیپلمات)
سِر چارلز آگوستوس مورِی (به انگلیسی: Sir Charles Augustus Murray) (۲۲ نوامبر ۱۸۰۶ – ۳ ژوئن ۱۸۹۵) دیپلمات و نویسندهٔ بریتانیایی بود که در فاصلهٔ سال‌های ۱۸۵۴ تا ۱۸۵۸ وزیرمختار دولت بریتانیا در دربار ناصرالدین‌شاه قاجار بود.

## جوانی

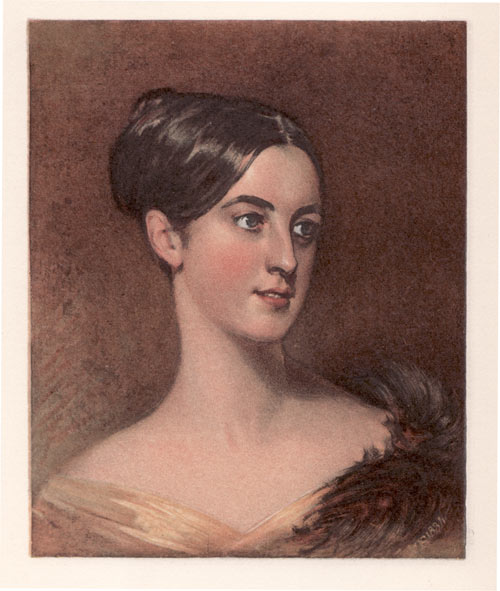
الیزابت وادسورث، با چارلز آگوستوس موری ازدواج کرد

مورِی دومین پسر جرج مورِی، پنجمین اِرل دونمور بود. مادرش دختر آرچیبالد همیلتون، نهمین دوک همیلتون بود. او در سال ۱۸۲۴ در کالج ایتن و کالج آکسفورد پذیرفته شد و لیسانس خود را در ۱۸۲۷ دریافت کرد. فوق لیسانس را نیز در ۱۸۳۲ گرفت.
موری در میان سال‌های ۱۸۳۵ تا ۱۸۳۸ در اروپا و آمریکا مسافرت کرد. وی چندین ماه از سال ۱۸۳۵ را با قبیله سرخپوست پاونی به سر کرد. در ۱۸۳۹ کتابی تحت عنوان سفرهایی در آمریکای شمالی نوشت که شرح تجارب وی میان این قبیله بود. موری در آمریکا عاشق الیزابت وَدزوُرث شد. جیمز وَدزوُرث پدر آن دختر اجازهٔ ازدواج به ایشان نداد و آنها به محض مرگ پدر الیزابت اقدام به ازدواج کردند. موری کوشید تا در هیئت دیپلماتیک بریتانیا در ایالات متحده سمَتی بگیرد اما موفق نشد. او به انگلستان برگشت و تجارب خود را در رمانی تحت عنوان پرنده مرغزار (۱۸۴۴) منتشر کرد.
او سه بار کوشید نماینده پارلمان شود اما هر سه بار شکست خورد. موری از سال ۱۸۳۸ تا ۱۸۴۴ به عنوان رئیس خدمات دربار ملکه ویکتوریا خدمت کرد. وی با اصلاحاتی که آلبرت ساکس انجام داد از این سمت کنار گذاشته شد.

## دوران سفارت
موری بعدها به شغلی دیپلماتیک در ناپل منصوب شد. سپس در میان سالهای ۱۸۴۶ تا ۱۸۵۳ کنسول بریتانیا در مصر بود و با محمدعلی پاشا والی امپراتوری عثمانی در مصر رابطهٔ خوبی داشت. در ۱۸۵۰ هنگامی که در مصر بود ترتیب انتقال یک اسب آبی به نام اُبِیش به لندن را داد. ابیش نخستین اسب آبی بود که از زمان پیشاتاریخی پا به انگلستان گذاشته بود و نخستین در نوع خود بود که پس از امپراتوری روم پا به اروپا گذاشت. به خاطر این اقدام و همچنین علاقهٔ وی به این حیوان، به او لقب «موری اسب آبی» داده بودند. از دیگر اقدامات وی در مصر می‌توان به اصرار او برای ساخت راه‌آهن اسکندریه اشاره کرد.
موری از سال ۱۸۵۳ به مدت یک سال وزیرمختار بریتانیا در کنفدراسیون سوئیس شد.

### سفارت در ایران
چارلز موری در ۱۸۵۴ (۱۲۳۳ هجری شمسی) مأمور به سفارت بریتانیا در دربار شاه قاجار گردید. ناصرالدین‌شاه و موری همان ابتدا از یکدیگر بیزار شدند. یکی از دلایل این بیزاری مطلبی بود که نشریه تایمز نوشته بود. این نشریه در بخشی از این مطلب آورده بود که موری «به زودی بینی اعلیحضرت را به خاک خواهد مالید.» شخصی این مطلب را پیدا کرده و برای شاه ترجمه کرده بود. مورِی بعدها نوشت: «تصور کنید تأثیر چنین عبارتی بر سلطانی که از نوزادی یک کودک لوس باقی مانده و هیچ وقت به او چیزی به غیر از «مرکز جهان»، «شاه شاهان» و غیره نگفته‌اند، چه خواهد بود.»
رفتار موری در خصوص هاشم‌خان که یکی از محافظان شاه و از افسران قشون ایران بود و برخلاف نظر ناصرالدین‌شاه در سفارت بریتانیا سمت دبیری یافته بود، باعث شد دعوای قدیمی در این مورد دوباره مشتعل شود. دربار ایران از اینکه هاشم‌خان چنین سمتی را قبول کرد برآشفت. از این رو هیچ‌کدام از مکتوباتی که توسط هاشم‌خان نوشته شده بودند را نمی‌پذیرفت. موری در چنین وضعی به سفارت بریتانیا پا گذاشت. وی تصمیم گرفت هاشم‌خان را به نمایندگی بریتانیا در شیراز بفرستد اما صدراعظم اعلام کرد در صورت خروج هاشم‌خان از سفارت، او را دستگیر خواهد کرد. شایعات زیادی در خصوص همسر هاشم‌خان و موری و همچنین سفیر قبلی بریتانیا وجود داشت. او خواهر زن اصلی شاه بود و از این رو خبر مثل بمب منفجر شد. برادرزن هاشم‌خان، خواهرش را در ۱۴ نوامبر ۱۸۵۵ (۲۳ آبان ۱۲۳۴) دستگیر کرد تا از ناموس خود دفاع کرده باشد. موری این کار را توهینی به هیئت دیپلماتیک بریتانیا تلقی کرد و در این هنگام به دربار ایران اعلام کرد اگر این زن آزاد نشود، پرچم سفارت را پایین خواهد کشید و همه ارتباطات دولت ایران و بریتانیا را قطع خواهد کرد. در نهایت روابط دیپلماتیک بین دو کشور را در ۲۰ نوامبر (۲۹ آبان ۱۲۳۴) قطع کرد. کسی دقیقاً نمی‌داند چه ارتباطی بین موری و زن هاشم‌خان وجود داشته‌است. موری در بخشی از نامه‌نگاری‌های خود آورده این اتهامات که متعاقباً منجر به خروج هیئت دیپلماتیک بریتانیا شد، بخشی از نقشه ایران برای آماده‌سازی فضا برای حمله به هرات بوده‌است.. قضیه به حدی میان سران کشورها پیچید که حتی ناپلئون سوم امپراتور فرانسه در صحبت‌هایی که با سفیر بریتانیا در پاریس داشت از او در این خصوص پرسیده بود. موری به شدت از این مسئله رنجید و هر بار درخواست پوزش از سوی ایران را بالاتر می‌برد. کمی بعد وی همراه با کاروانی شامل ۱۰۰ قاطر تهران دارالخلافه را به مقصد تبریز ترک کرد.

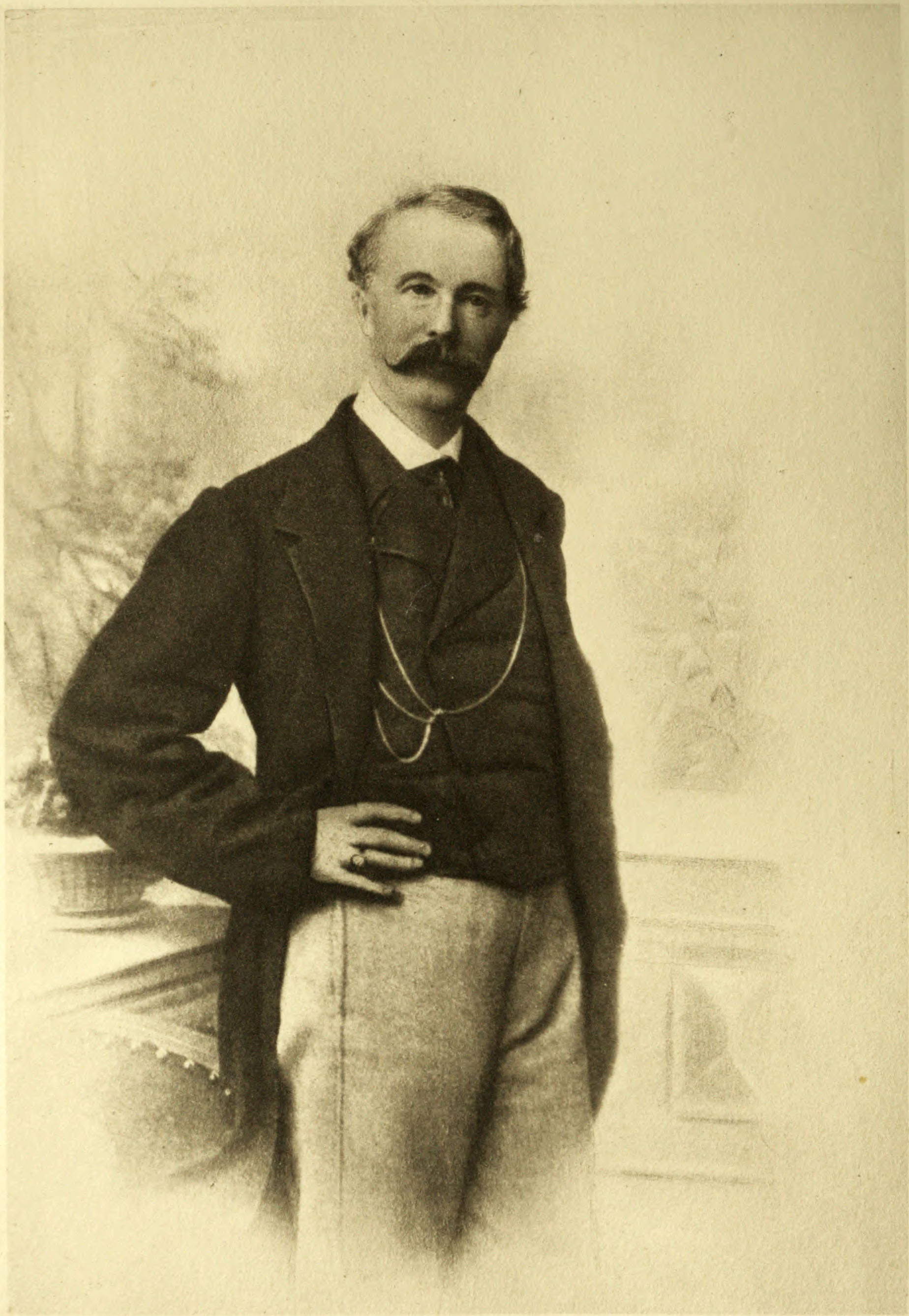
سر چارلز موری در ۵۶ سالگی

با این حال روابط بریتانیا و ایران پیش از این هم تیره و تار شده بود چون ناصرالدین‌شاه می‌کوشید شهر هرات را دوباره به ایران بازگرداند. بریتانیا با این کار مخالف بود چون این شهر را «کلید هند» می‌دانست و نمی‌خواست هرات تحت کنترل دوست ایران یعنی روسیه بیفتد. خروج موری از ایران باعث قطع روابط دو کشور شد. او قصد داشت هنگام خروج شخصی به نام استیونس را به عنوان کنسول جای خود بگذارد. هر چند شاه با این مسئله مخالفت ضمنی کرد اما استیونس ماند و به دستور جرج ویلی‌یرز ملقب به لرد کلارِندُن وزیر خارجه بریتانیا تا اطلاع ثانوی هیچ مکاتبه‌ای با دولت ایران نداشت. همچنین وزیر خارجه به موری دستور داد به بغداد برود. در همین حین در پارلمان انگلستان در خصوص رفتار موری در خصوص خواهرزن شاه جر و بحث‌هایی درگرفت و روزنامه‌ها در خصوص آن نوشتند. با این حال نخست‌وزیر و وزیرخارجه به دفاع از او برخاستند.
پس از آن نبردهای ایران و انگلستان در سال‌های ۷–۱۸۵۶ درگرفت. شکست ایران در مقابل بریتانیا منجر به قبول معاهده پاریس و جدایی افغانستان از ایران شد. یکی از شروط انگلستان عذرخواهی رسمی دولت ایران از چارلز موری وزیرمختار دولت انگلستان در ایران بود. موری بعد از آن به ایران بازگشت و به تهران رفت. وی تا سال ۱۸۵۹ (۱۲۳۸ هجری شمسی) در آنجا ماند.
او در مکاتبات خود از میرزا آقاخان نوری صدراعظم بسیار بد نوشته به طوری که گاهی وی را توطئه‌کنندهٔ اصلی دربارهٔ خود می‌پنداشته و می‌نویسد که او شخصی است که تمام دربار و حتی شاه را مدیریت می‌کند. در بخش‌های دیگری به ملاقات خود با صدراعظم اشاره می‌کند و می‌نویسد که در میان لب‌های او دو چیز بیشتر وجود نداشت: دروغ و قلیان. موری می‌نویسد که در همان هفته‌های نخست به دیدار صدراعظم رفتم. میرزا آقاخان به من این توصیه و هشدار را داد: «از آنجا که شما خیلی وقت نیست که به این کشور آمده‌اید، بگذارید این آگاهی دوستانه را به شما بدهم که ایرانی‌ها ذاتاً و عادتاً دروغگو هستند. نباید هیچ حرفی از آنها را باور کنید. در زمانی که در اینجا حضور دارید، هر گاه خواستید اطلاعات دقیقی در خصوص هر چیزی کسب کنید، پیش من بیایید؛ من هیچ وقت چیزی جز واقعیت به شما نمی‌گویم.» موری در ادامه به داستانی اشاره می‌کند تا یکی از دروغ‌های صدراعظم به وی را نمایان سازد.

### پس از ایران

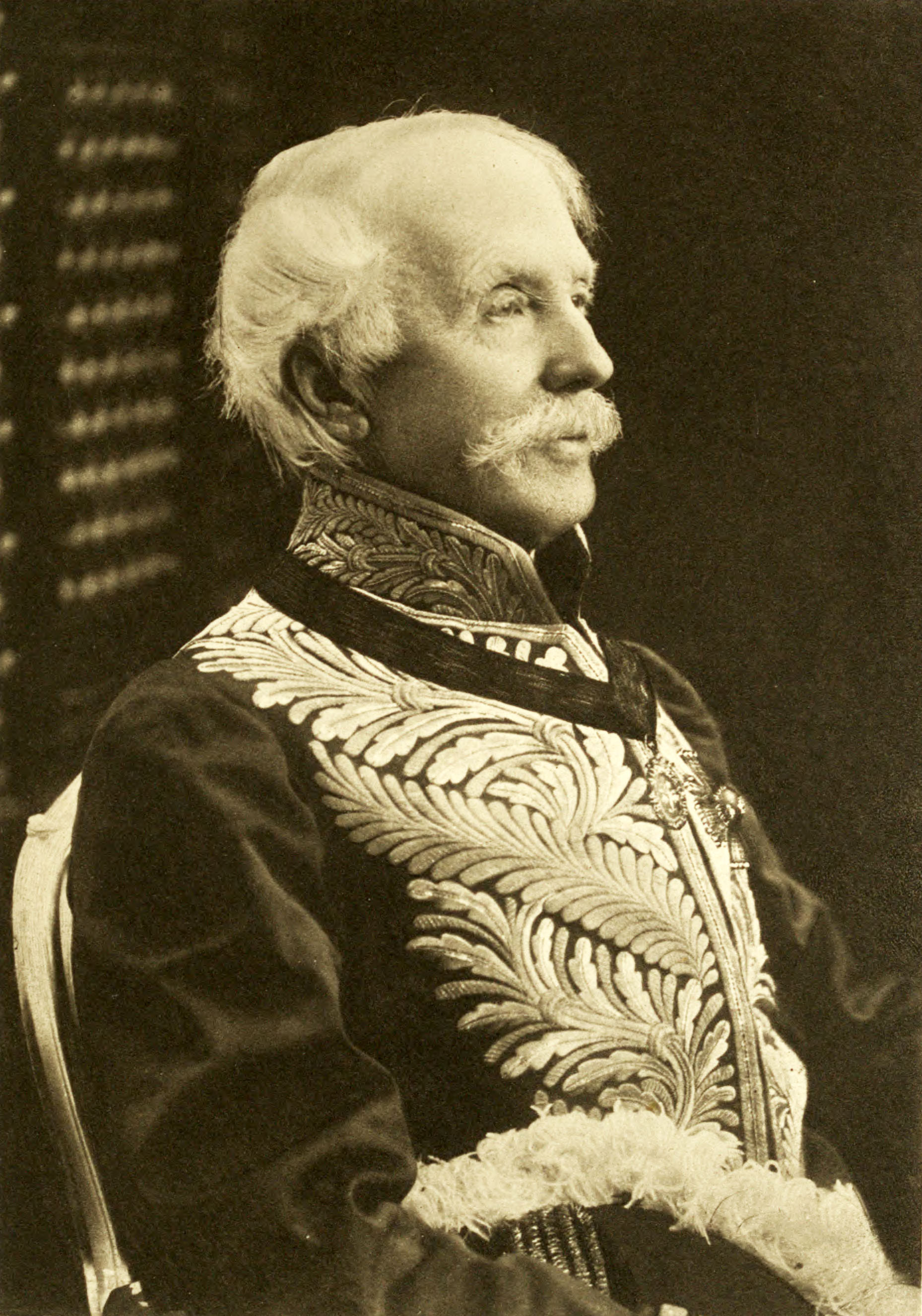
چارلز موری در سال‌های پایانی عمر

در مارس ۱۸۵۹ سفارت ایران به حکومت بریتانیا در هند سپرده شد و از آن رو که موری همچنان می‌خواست در وزارت خارجه بریتانیا خدمت کند استعفای خود را به لرد مالزبوری فرماندار هند تقدیم کرد. کمی بعد لرد جان راسل وی را به عنوان وزیرمختار در دربار ساکسونی منصوب نمود. وی در ۱۸۶۶ نشان فرماندهان شوالیه‌های حمام دریافت کرد. با این حال وی از ۱۸۴۸ جزو همدمان نشان حمام بود.
او سپس به وزیرمختاری در کپنهاگ منصوب شد اما با توجه به آنکه آب و هوای دانمارک برای همسرش نامناسب بود، سر چارلز از لندن خواست وی را به هیئت دیپلماتیک بریتانیا در لیسبون بفرستند. وی تا ۱۸۷۴ که بازنشست شد، در این سمت باقی ماند. در ۱۳ مه ۱۸۷۵ برای عضویت در شورای خصوصی بریتانیا سوگند خورد.
وی سال‌های پایانی عمر خود را در گرانج، اولد ویندسور گذراند و زمستان‌ها به جنوب فرانسه می‌رفت. وی ۳ ژوئن ۱۸۹۵ در ۸۸ سالگی در پاریس درگذشت.

## خانواده
پدر الیزابت وَدزوُرث در ۱۸۴۴ درگذشت و موری در ۱۲ دسامبر ۱۸۵۰ در سفری که به اسکاتلند داشت با او ازدواج کرد. الیزابت هنگام زایمان در قاهره در ۸ دسامبر ۱۸۵۱ مُرد ولی فرزندش به نام چارلز جیمز موری زنده ماند. موری دوباره در ۱ نوامبر ۱۸۶۲ با ادیث سوزان استر فیتزپاتریک دختر جان فیتزپاتریک، بارون اول کستل‌تاون ازدواج کرد.

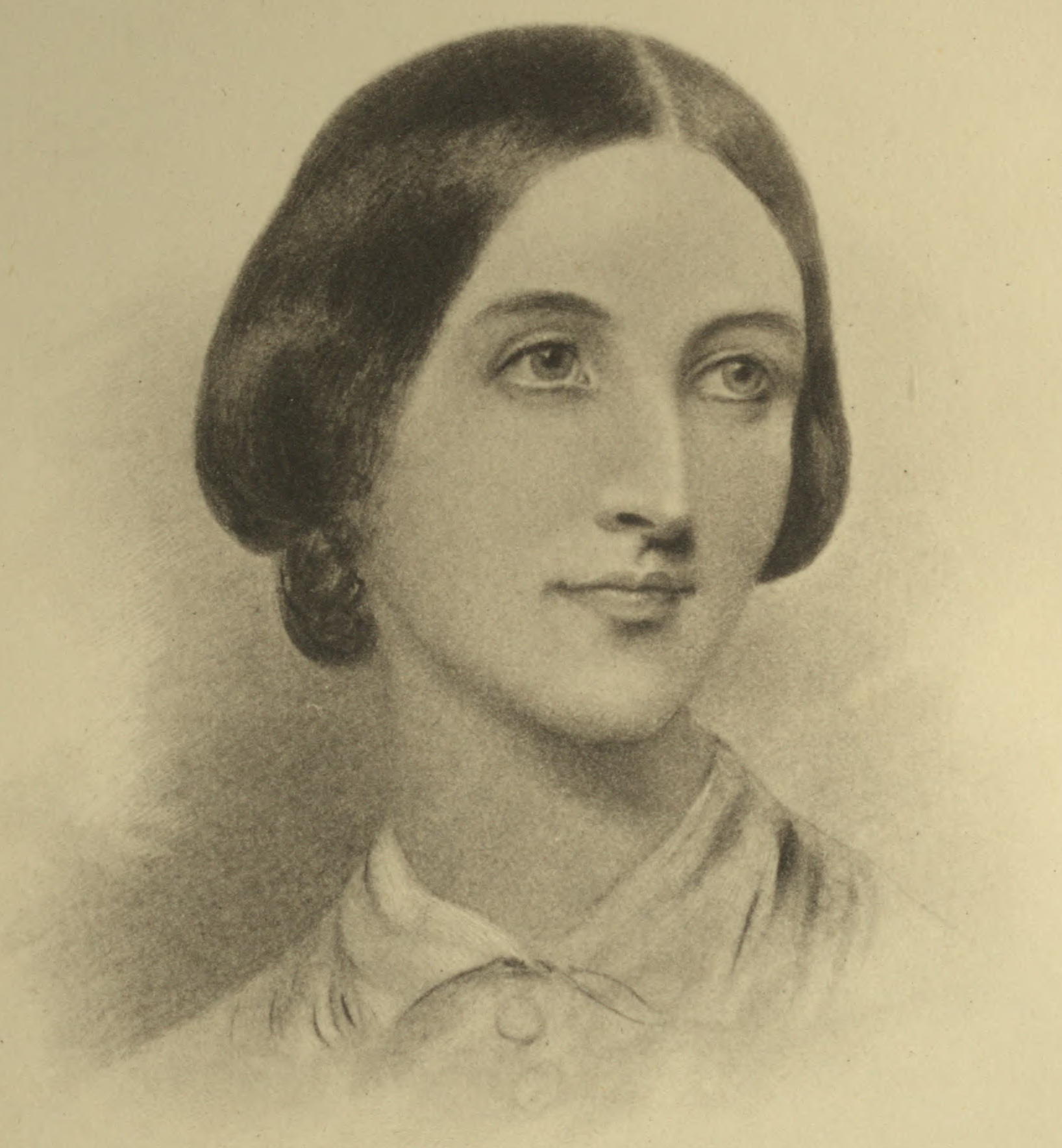
الیزابت وَدزوُرث، همسر نخست چارلز موری
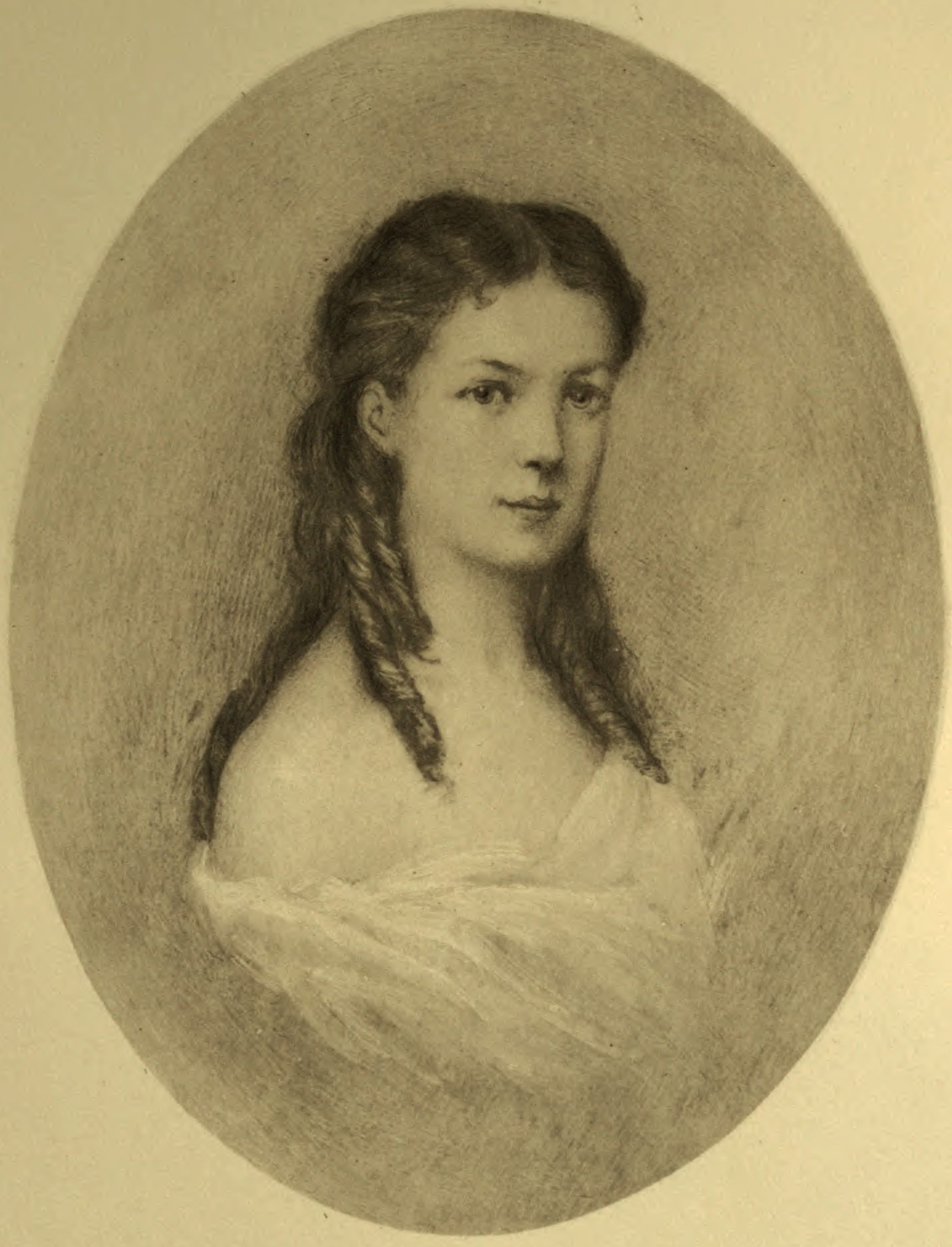
ادیث سوزان استر فیتزپاتریک، همسر دوم چارلز موری

## آثار
- سفرهایی در آمریکای شمالی، ۲ جلد، ۱۸۳۹
- پرنده مرغزار، ۱۸۴۴
- حسن، یا فرزند هِرم، ۱۸۵۷
- نورالدین، ۱۸۸۳
- خاطره‌ای کوتاه از محمدعلی، ۱۸۹۸ (انتشار پس از مرگ)

| پیشین: جاستین شیل | نمایندهٔ بریتانیا در ایران ۱۸۵۴–۱۸۵۹ | پسین: ویلیام دوریا (کاردار) |